# Rade Obrenovič
Rade Obrenovič (28 juli 1990) is een Sloveens voetbalscheidsrechter. Hij werd vanaf 2017 opgenomen door FIFA en UEFA en fluit sindsdien internationale wedstrijden. Hij is ook actief in de UEFA Youth League.
Op 6 juli 2017 maakte Obrenovič zijn debuut in Europees verband tijdens een wedstrijd tussen Derry City FC en FC Midtjylland in de voorrondes van de UEFA Europa League. De wedstrijd eindigde op 1–4 na onder meer twee doelpunten van Ebere Onuachu.
Zijn eerste interland floot hij op 10 oktober 2018, toen Italië 1–1 gelijkspeelde tegen Oekraïne na doelpunten van Federico Bernardeschi en Roeslan Malinovski.

## Interlands
| Datum             | Plaats                 | Wedstrijd             | Uitslag | Competitie                  | Kreeg geel | Kreeg voor de tweede keer geel en dus rood | Weggestuurd |
| ----------------- | ---------------------- | --------------------- | ------- | --------------------------- | ---------- | ------------------------------------------ | ----------- |
| 10 oktober 2018   | Genua, Italië          | Italië – Oekraïne     | 1 – 1   | Vriendschappelijk           | 3          | 0                                          | 0           |
| 4 september 2020  | Vilnius, Litouwen      | Litouwen – Kazachstan | 0 – 2   | UEFA Nations League 2020/21 | 6          | 0                                          | 0           |
| 11 november 2020  | Florence, Italië       | Italië – Estland      | 4 – 0   | Vriendschappelijk           | 3          | 0                                          | 0           |
| 8 september 2021  | Boedapest, Hongarije   | Hongarije – Andorra   | 2 – 1   | WK 2022 kwalificatie        | 7          | 0                                          | 0           |
| 15 november 2021  | Serravalle, San Marino | San Marino – Engeland | 0 – 10  | WK 2022 kwalificatie        | 5          | 1                                          | 0           |
| 1 juni 2022       | Wrocław, Polen         | Polen – Wales         | 2 – 1   | UEFA Nations League 2022/23 | 3          | 0                                          | 0           |
| 27 september 2022 | Dublin, Ierland        | Ierland – Armenië     | 3 – 2   | UEFA Nations League 2022/23 | 4          | 1                                          | 1           |

Laatste aanpassing op 14 oktober 2022